# Meinhard al II-lea, Conte de Gorizia-Tirol
Meinhard al II-lea (n. 1237 – d. 1 noiembrie 1295, Greifenburg⁠(d), Carintia), aparținând Casei de Gorizia, a fost conte de Tirol (1258–1295), conte de Gorizia, ca Meinhard al IV-lea (1258–1271) și duce de Carintia (1286–1295). El a stăpânit, de asemenea, Ducatul Craina și Marca Vindica primite ca gaj. Strămoș al liniei Gorizia-Tirol (Linia Meinhardină) a fost unul dintre cei mai importanți principi imperiali ai secolului al XIII-lea și considerat fondatorul Tirolului ca land independent.

## Biografie
Meinhard al II-lea a fost fiul contelui Meinhard I de Gorizia-Tirol și al soției sale Adelaida, fiică a contelui Albert al III-lea al Tirolului. Prin căsătoria părinților săi, Casa de Gorizia a dobândit comitatul Tirol deoarece contele Albert al III-lea nu avea succesori pe linie masculină, iar sora Adelaidei, Elisabeta, a murit fără a avea urmași în jurul anului 1256.
Începând din 1253 Meinhard împreună cu fratele său mai mic, Albert, au fost ostatici de Arhiepiscopul de Salzburg, Filip de Spanheim, în Castelul Hohenwerfen. Cei doi frații se aflau în această situație datorită schimbului făcut pentru eliberarea bunicului lor, Albert al III-lea, care fusese întemnițat ca urmare a unei dispute cu arhiepiscopul. Meinhard a fost eliberat în 1259 și a preluat moștenirea tatălui său care murise cu un an înainte. Mama sa, Adelaida a Tirolului, cârmuise până la acel moment având sigiliu propriu. Fratele mai mic, Albert a fost eliberat abia în 1261.
Meinhard s-a căsătorit pe 6 octombrie 1259 cu Elisabeta de Bavaria, cu zece ani mai în vârstă decât el, văduva regelui romano-german Conrad al IV-lea. Elisabeta era mama lui Conradin, ultimul fiu legitim din dinastia Hohenstaufen, care era considerat un promițător pretendent la tronul imperial. În 1267 Meinhard l-a susținut cu bani și escortă pe fiul său vitreg Conradin, în incursiunea sa din sudul Italiei care avea ca scop preluarea moștenirii Hohenstaufen. Conradin era în drum spre Italia pe 23 august 1268 când a fost învins decisiv de Carol de Anjou în Bătălia de la Tagliacozzo fiind apoi executat la Napoli în octombrie 1268.
Pe 4 martie 1271 în Castelul Tirol cei doi frați au împărțit între ei posesiunile familiei: Meinhard a preluat comitatul Tirol, iar fratele său a primit comitatul Gorizia, Istria și Pustertal. La moartea lui Filip de Spanheim (aflat ultimul pe lina masculină a familiei sale) pe 21 iulie 1279 Ducatul Carintia a redevenit feudă liberă a imperiului, iar Rudolf I de Habsburg i-a acordat lui Meinhard administrarea acestuia dându-i ca gaj și Marca Vindica și Craina.
Ulterior Meinhard l-a sprijinit pe prietenul său Rudolf I de Habsburg, în incursiunea sa în Italia, în disputa cu regele Ottokar al II-lea al Boemiei. Pe 1 februarie 1286 Rudolf I l-a înfeudat pe Meinhard cu Ducatul Carintiei. Înainte de aceasta, pentru a consolida alianța lor, cei doi s-au hotărât să-și căsătorească copiii. Elisabeta, fiica lui Meinhard, s-a căsătorit cu Albert I devenind astfel străbunica întregii familii de Habsburg. Prin această căsătorie Tirolul a ajuns în posesia familiei de Habsburg.
Meinhard a dobândit și alte teritorii, unele prin acțiuni politice, iar altele prin acțiuni militare. În 1263/1264 el a cumpărat toate posesiunile din valea râului Inn care aparțineau unchiului său contele Gebhard al VII-lea de Hirschberg, fiul lui Gebhard al VI-lea și al soției sale, Sofia a Bavariei. Mai târziu Meinhard i-a învins pe stăpânii Castelului Enn și, de asemenea, a cumpărat proprietățile conților de Eschenlohe-Hertenberg și ale stăpânilor din Salurn. Meinhard a fost un om puternic care adesea își impunea interesele fără reținere. El a adus principatele ecleziastice Trento și Brixen sub jurisdicția sa, acesta fiind motivul pentru care este considerat a fi fondatorul real al landului Tirol (din punct de vedere formal aceste teritorii au aparținut Tirolului abia începând din 1803). Meinhard a înlocuit conducerea feudală cu o administrație modernă bazată pe funcționari publici plătiți (din familii nobiliare sau nu). Meinhard a creat circumscripții judiciare și un sistem fiscal strict. Din 1286 este atestată existența unei legi funciare a Tirolului, în limba germană, ceea ce reprezintă un indiciu al teritorializării domeniilor Meinhardine.

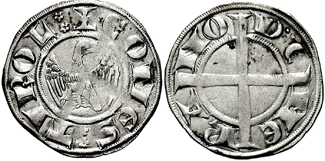
„Groschen cu vultur” - moneda emisă de Meinhard al II-lea

În 1270 Meinhard și fratele său, Albert, au emis la Merano moneda numită Grosso aquilino sau Aquilini grossi care a fost utilizată pe scară largă în nordul Italiei. Importante au fost și monedele Kreuzer și Zwainziger, folosite la Merano în jurul anului 1271, care au fost introduse ulterior și de împăratul Frederic al III-lea. „Cărțile de contabilitate tiroleze” din 1280 se numără printre cele mai importante documente din istoria landului.
Mănăstirea cisterciană Stams din Tirol a fost întemeiată de Meinhard și soția sa în 1272, deși documentul de întemeiere a fost emis abia în 1275. Meinhard a fost înmormântat în 1295 în această mănăstire, unde după inaugurarea ei în noiembrie 1284 a fost mutat și mormântul soției sale, Elisabeta, care murise în 1273. Nu este cunoscută nicio altă căsătorie a lui Meinhard.

## Căsătorie și descendenți
Din căsătoria lui Meinhard cu Elisabeta de Bavaria, fiica ducelui Otto al II-lea cel Ilustru, au rezultat șase copii:
- Albert al II-lea (d. 1292), căsătorit cu Agnes de Hohenberg (d. 1293), fiica lui Albert de Hohenberg și nepoata regelui Rudolf I;
- Elisabeta (c. 1262–1313), căsătorită în 1274 cu Albert I, regele romano-german;
- Otto al III-lea (c. 1265–1310), conte de Gorizia-Tirol, duce al Carintiei și Craniei;
- Agnes (d. 14 mai 1293), căsătorită în 1286 cu Frederic I de Meissen;
- Henric (c. 1270–1335), duce al Carintiei, duce al Crainei, conte de Tirol, rege al Boemiei și rege titular al Poloniei;
- Ludovic (d. 1305).

De asemenea, Meinhard al II-lea a avut numeroși copii nelegitimi:
- Frederic, prevost de Brixen (d. 1333), căsătorit cu Anna de Reichenberg;
- Henric, conte de Eschenloch (d. 1349);
- Albert (d. 1335/36), căsătorit cu Floridiana (Siguna) de Schlandersberg;
- alți zece copii nelegitimi cu femei a căror identitate este necunoscută.